# Lauren Woodland
Lauren Woodland est une actrice américaine née le 28 octobre 1977 à Carson City (Nevada).

## Biographie
Lauren Woodland habite à Los Angeles. Elle est surtout connue pour avoir joué le rôle de Brittany Hodges Marsino dans la série The Young and the Restless (Les Feux de l'amour) de mars 2000 à novembre 2005. Elle a d'ailleurs été nommée aux Emmy Awards pour ce rôle dans la catégorie Meilleure jeune actrice en 2004. En parallèle de sa carrière d'actrice, Lauren Woodland est devenue  avocate.

## Filmographie
- 1990 : Code Quantum saison 3, épisode 8 : Jamie Spontini
- 1991 : The Last to Go de John Erman (téléfilm) : Young Lydia
- 1992 : Extrême jalousie: Amber
- 1998 : Sunset Beach : Sara Cummings #1
- 2000-2005, 2018-2021 : Les Feux de l'amour : Brittany Hodges
- 2005 : Du côté de chez Fran saison 2, épisode 6 : Jenny
- 2006 : Cold Case : Affaires classées saison 4, épisode 20 : Becca Abrams 2007